# Eupenicillium sinaicum
Eupenicillium sinaicum är en svampart som beskrevs av Udagawa & S. Ueda 1982. Eupenicillium sinaicum ingår i släktet Eupenicillium och familjen Trichocomaceae.   Inga underarter finns listade i Catalogue of Life.